# Radicofani
Radicofani – miejscowość i gmina we Włoszech, w regionie Toskania, w prowincji Siena.
Według danych na rok 2004 gminę zamieszkiwało 1220 osób, 10,3 os./km².